# Malause
Malause är en kommun i departementet Tarn-et-Garonne i regionen Occitanien i södra Frankrike. Kommunen ligger i kantonen Moissac 1er Canton som tillhör arrondissementet Castelsarrasin. År 2022 hade Malause 1 245 invånare.

## Befolkningsutveckling
Antalet invånare i kommunen Malause
| Referens: INSEE |